# Eneco Tour 2009
Die 5. Eneco Tour fand vom 18. bis 25. August 2009 statt. Das einwöchige Rad-Etappenrennen bestand aus einem Prolog und sieben Etappen. Die Rundfahrt ist Teil der Rennserie UCI ProTour 2009 bzw. des UCI World Calendar 2009.

## Etappen

### Übersicht
| Etappe    | Tag        | Start–Ziel                  | km    | Etappensieger        | Gesamtwertung        |
| --------- | ---------- | --------------------------- | ----- | -------------------- | -------------------- |
| Prolog    | 18. August | Rotterdam–Rotterdam         | 004,4 | Sylvain Chavanel     | Sylvain Chavanel     |
| 1. Etappe | 19. August | Aalter–Ardooie              | 185,4 | Tyler Farrar         | Tyler Farrar         |
| 2. Etappe | 20. August | Ardooie–Brüssel             | 178,1 | Tyler Farrar         | Tyler Farrar         |
| 3. Etappe | 21. August | Niel–Hasselt                | 158,3 | Tom Boonen           | Tyler Farrar         |
| 4. Etappe | 22. August | Hasselt–Libramont           | 221,2 | Tyler Farrar         | Tyler Farrar         |
| 5. Etappe | 23. August | Roermond–Sittard-Geleen     | 204,3 | Lars Ytting Bak      | Edvald Boasson Hagen |
| 6. Etappe | 24. August | Genk–Roermond               | 163,3 | Edvald Boasson Hagen | Edvald Boasson Hagen |
| 7. Etappe | 25. August | Amersfoort–Amersfoort (EZF) | 013,1 | Edvald Boasson Hagen | Edvald Boasson Hagen |